# ストリートファイターZERO ファイターズ ジェネレーション
『ストリートファイターZERO ファイターズジェネレーション』（ストリートファイターゼロ ファイターズジェネレーション、STREET FIGHTER ZERO Fighter's Generation）はカプコンより発売された対戦型格闘ゲーム『ストリートファイターZERO』シリーズ4作品と『ポケットファイター』を1枚のDVD-ROMに収録したPlayStation 2専用ゲームソフト。
日本では2006年5月25日に発売され、2007年11月15日には廉価版「Best Price!」として再登場した。日本国外版のタイトルは『Street Fighter Alpha Anthology』。
初期状態で出現しているのは以下の5タイトル。ゲーム内容は全てアーケード版をベースにしている。
- ストリートファイターZERO （1995年6月稼動）
- ストリートファイターZERO2 （1996年3月稼動）
- ストリートファイターZERO2 ALPHA （1996年8月稼動）
- ストリートファイターZERO3 （1998年7月稼動）
- ポケットファイター （1997年9月稼動）

また、特定の条件を満たすとシークレットゲームとして追加タイトルが出現する。

## 概要
カプコンが1995年から発売した対戦型格闘ゲーム『ストリートファイターZERO』（以下『ZERO』）シリーズを一纏めにしたコレクションソフトである。『ヴァンパイア ダークストーカーズコレクション』で好評だったシークレットファクターや、PlayStation BB Unit（PS2専用ハードディスク）にインストールできる要素は本作にも搭載されている。
ポーズメニューからキャラクターごとの必殺技、スーパーコンボなどのコマンド表を閲覧することも可能。また、キャラクターのカラーエディット機能も搭載している。シークレットオプションではアーケード版に存在したバグや怪現象を再現したり、それらを修正したバージョンにしたりと自由にプレイ環境を設定できる。
なお、本作は基本的にアーケード版をベースとした作品のため、ゲームボーイアドバンス版『ZERO3↑』やPlayStation Portable版『ZERO3↑↑』で新たに追加されたイーグル、ユン、マキ、イングリッドの4名は登場しない。

## ゲームモード
アーケードモード
『ハイパーZERO』以外の全作品に収録。コンピュータ相手に勝ち抜くアーケードのゲームを再現したモード。乱入可。
VSモード
全作品に収録。二人対戦に特化したモード。オプションのプレイヤー設定を変更することで片方、または両方をコンピュータ操作にすることができる。
サバイバルモード
『ポケットファイター』と『ハイパーZERO』以外の全作品に収録。一本の体力で敵を何体倒せるか競うモード。
トレーニングモード
全作品に収録。操作の練習が出来るモード。
ドラマチックバトル
『ポケットファイター』と『ハイパーZERO』以外の全作品に収録。二対一でボス級のキャラクターと戦うモード。『ZERO』、『ZERO2』は体力ゲージを二人で共有し、『ZERO2』はスーパーコンボゲージが常時満タンになっている。
アーケードモード（隠しモード）
『ポケットファイター』と『ハイパーZERO』以外の全作品に収録。隠しコマンド（△、×、R2を押しながら決定。以下の隠しモードも同様）を要するモード。通常のアーケードモードには登場しないキャラクターが出現するようになる。
VSモード（隠しモード）
全作品に収録。隠しコマンドを要するモード。設定された中からキャラクター、モードをランダムで選出し延々と対戦を繰り返すモード。キャラクター設定はゲーム中のポーズ画面から行い、『ZERO3』や『ハイパーZERO』ではISM等の設定も細かく可能。『ポケットファイター』ではステージ曲の代わりに各キャラクターに設定されたBGMが流れるようになる。
ランダムサバイバル
『ポケットファイター』に収録。隠しコマンドを要するモード。二本の体力ゲージで全12キャラクターと対戦する。1人倒すと次のキャラクターが間髪をいれずに出現する。メガクラッシュで回復アイテム（大）が出現し、挑発で体力が少し回復する。
ドラマチックサバイバル
『ポケットファイター』と『ハイパーZERO』以外の全作品に収録。隠しコマンドを要するモード。二対一でのサバイバルモード。

## 初期の収録ゲーム
ストリートファイターZERO
『ZERO』シリーズ一作目。通常のドラマティックバトルに加え、アーケードと同じ隠しコマンドを入力することでリュウ&ケン対ベガのオリジナルのドラマチックバトルもプレイできる（このモードのBGMは『恋しさと せつなさと 心強さと』）。オプションでゲーム中のBGMをCPS1のものに切り替えることもできる。ダンのボイスは標準ではアーケード準拠だが、星設定により新ボイスに切り替えることも可能。
ストリートファイターZERO2
『ZERO』シリーズ二作目。アーケードでは本来『ZERO2 ALPHA』の搭載となったドラマチックバトルも新たに収録されている。アーケードでは使えなかったボスの真・豪鬼も使用可能。
ストリートファイターZERO2 ALPHA
『ZERO2』のアッパーバージョン。アーケードと同じく、殺意の波動に目覚めたリュウなどの追加キャラクター、追加カラーも収録されている。アーケードでは使えなかったボスの真・豪鬼も使用可能。
ストリートファイターZERO3
『ZERO』シリーズの三作目。他作品と同様にアーケードに忠実な再現がなされており、バイソン、ユーリ、ユーニもアーケードと同じ仕様（ベガと同じストーリー）で登場する。アーケードでは使えなかったボスのファイナルベガや、S-ISMも使用可能。
ポケットファイター
ボーナストラックとして収録。『スーパーパズルファイターIIX』風味のデフォルメキャラクターを使用した格闘ゲーム。他作品と異なりドラマチックバトル、サバイバルモードは無いが、オリジナルのモード「ランダムサバイバル」が追加。また、アーケードモードのデモに家庭用移植版と同様のボイスが付くなど、若干の改良もなされている。対戦を続ける隠しモードではキャラクターが出演した他ゲームのBGMが流れる。

## シークレットゲーム
条件を満たすと、以下の追加タイトルが出現する。『ZERO』と『ポケットファイター』以外は、ベースとなるタイトルを一旦クリア後、タイトル選択画面でセレクトボタンを押しながら該当タイトルを選択すると出現する。
ストリートファイターALPHA2
北米で稼動していた『ストリートファイターZERO2』のローカライズバージョン。正確には本作に収録されているものは、日本版『ZERO2』をベースにして『ALPHA2』風にアレンジしたものである。そのため、ソドムステージの背景出現率など一部でアーケード版と違いがある。
日本国内版『ZERO2』とは違いメッセージが全て英語になっている他、一部のキャラクターの名前が変更されている（NASH→CHARLIE、GOUKI→AKUMA、VEGA→M. BISON）。隠しキャラクターとして殺意の波動に目覚めたリュウ、『ストリートファイターII'』風のザンギエフとダルシムに加え、アーケードでは使えなかったボスの真・豪鬼も使用可能。
『ZERO2』をクリア後、セレクトボタンを押しながら『ZERO2』を選択すると出現する。
ストリートファイターZERO2'（-ダッシュ）
アーケード版『ZERO2 ALPHA』の家庭用へのアレンジ移植版。正確には本作に収録されているものは、アーケード版『ZERO2 ALPHA』をベースにしてセガサターン版『ZERO2'』風にアレンジしたものとなっており、初期設定ではタイトルが『ZERO2 ALPHA』のままとなっている。そのため、PS、SS版では削られていたドラマチックバトル等の要素も収録されている。
BGMがSS版でのアレンジ版になっている他、キャミィが使えるようになっている。PS、SS版『ZERO2'』ではキャミィは対戦モードでしか使えなかったが、本モードでは全てのモードで使用可能になっており、アーケードモードではエンディングも追加されている。ただしSS版がベースのため、PS版でのキャミィステージのBGMは収録されていない。
『ZERO2 ALPHA』をクリア後、セレクトボタンを押しながら『ZERO2 ALPHA』を選択すると出現する。
ストリートファイターZERO3↑（-アッパー）
『ストリートファイターZERO3』にディージェイ、T.ホーク、フェイロン、ガイル、殺意の波動に目覚めたリュウ、真・豪鬼の6人を追加して、家庭用の要素も取り入れつつバランスを調整したバージョン。正確には本作に収録されているものは、アーケードのCPS-2版『ZERO3』をベースにしてアーケードのNAOMI版『ZERO3↑』風にアレンジしたものとなっており、初期設定ではタイトルが『ZERO3』のままとなっている。アーケードではファイナルベガでしか使えなかったS-ISMが全キャラクターで使用可能。
『ZERO3』をクリア後、セレクトボタンを押しながら『ZERO3』を選択すると出現する。
ハイパーストリートファイターZERO
『ZERO3』のシステムをベースとして、『ZERO』、『ZERO2』、『ZERO2 ALPHA』、『ZERO3↑』の全キャラクターを使用して対戦できるモード。作品ごとの性能差や、オートモードや隠しカラーといった作品固有の要素も再現。対戦とトレーニング専用のモードで、アーケードモードは無い。オープニングデモやCOMによるプレイデモは無く、またステージも実質3種類（『ZERO』の「中国・万里の長城」、『ZERO2』の「ギアナ高地・大瀑布」、『ZERO3↑』の「シークレットポイント31580」）およびそれらの色違いのみと対戦に特化した簡素な作りとなっている。ゲーム中BGMは使用キャラクターのホームステージの曲が流れるが、X-ISMなど一部のプレイモードはキャラクターによってBGMが通常と違うものになる。
隠しISMとして4種類のシャドルーISM (S-ISM) が用意されている。隠しISMのベースはいずれも『ZERO3↑』。
- SHADALOO-A（赤S-ISM） - 使用時は「クラシカル」から変化。『ZERO3』でのS-ISMに最も近い。基本はZ-ISMだがゲージが1本になり、派手な演出の新技が追加されるなど、性能が変更されているキャラクターもいる。ベガでこのISMを選択するとラストボスの「ファイナルベガ」に変化する。
- SHADALOO-B（青S-ISM） - 使用時は「マジ」から変化。基本はX-ISMだが、『ストリートファイターIII』にあったブロッキングやスーパーキャンセルが追加されている。『スーパーストリートファイターIIX』のキャラクターをこのISMで使用するとBGMが同作品の3DO版のテーマに差し変わる。
- SHADALOO-C（緑S-ISM） - 使用時は「ノーマル」から変化。基本はZ-ISMだがゲージが1本になり、『ヴァンパイアセイヴァー』のようなチェーンコンボやガードキャンセル、アドバンシングガードが追加されている（用語の詳細は『ヴァンパイア』の項目を参照）。
- SHADALOO-D（桃S-ISM） - 使用時は「サイキョー」から変化。『ストリートファイターII'（-ダッシュ）』をそのまま再現した性能になっている。選択できるのは『ストリートファイターII'』に登場した12人のみ。スーパーコンボや空中ガードなどはできないが、攻撃力が高い。このISMを使用するとBGMがアーケード版『ストリートファイターII』のテーマに差し変わる。

全収録作品（『ポケットファイター』や上記3つのシークレットゲームを含む8作品）をクリア後、セレクトボタンを押しながら『ZERO』を選択すると出現する。

## サウンドテスト
本作はサウンドテストが充実しているのも特徴のひとつ。シリーズのBGM、ボイス、効果音を自由に聞くことができる。また上記の『ハイパーストリートファイターZERO』では、『ZERO』シリーズのアーケード版BGM、家庭用移植版のアレンジBGM（スーパーファミコン版『ZERO2』なども含む）に加え、『ストリートファイターII』シリーズや『スーパーパズルファイターIIX』などのBGM、さらに家庭用『スーパーパズルファイターIIX』に収録されていたさくらの歌「この思いを伝えたい」や、同作をCDプレイヤーで再生したときのワーニングメッセージなども収録されている。

## 日本国外版
日本国外版 "Street Fighter Alpha Anthology" では、以下の作品が収録されている。
- Street Fighter Alpha - 日本版の『ZERO』に相当。
- Street Fighter Alpha 2 - 日本版の『ALPHA2』に相当。
- Street Fighter Alpha 2 Gold - 日本版の『ZERO2'』に相当。
- Street Fighter Alpha 3 - 日本版の『ZERO3』に相当。
- Super Gem Fighter Mini Mix - 日本版の『ポケットファイター』に相当。
- Street Fighter Alpha 3 Upper （シークレット） - 日本版の『ZERO3↑』に相当。『Alpha 3』をクリアすると出現。
- Hyper Street Fighter Alpha （シークレット） - 日本版の『ハイパーZERO』に相当。上記6作品をクリアすると出現。

日本版とは異なり、標準で "Street Fighter Alpha 2" と "Street Fighter Alpha 2 Gold （国外版家庭用『ZERO2'』）" が出現しているため、シークレットゲームとして出現するものは "Street Fighter Alpha 3 Upper" と "Hyper Street Fighter Alpha" の2タイトルのみとなっている。日本版『ZERO2』や『ZERO2 ALPHA』に当たるものは収録されていない。